# Brione (Verzasca)
Pour les articles homonymes, voir Brione.
Brione (Verzasca) est une ancienne commune et une localité de la commune de Verzasca du district de Locarno, dans canton du Tessin, en Suisse. La localité est située dans le val Verzasca. Son code postal est le 6634. La localité comprend également les hameaux de Bolastro et de Motta.

## Histoire
Le 18 octobre 2020, la commune devient, avec Corippo, Frasco, Lavertezzo Valle (localité de Lavertezzo), Sonogno, Vogorno et Gerra Valle (localité de Cugnasco-Gerra), une localité de la nouvelle commune de Verzasca.